# Gideon Ezra
Gideon Ezra (Hebreeuws: גדעון עזרא) (Jeruzalem, 30 juni 1937 – aldaar, 17 mei 2012) was een Israëlisch politicus en veiligheidsbeambte.
Ezra was afkomstig uit een uit Irak geëmigreerde familie. Zijn militaire dienstplicht vervulde hij bij de Nahal. Daarna studeerde hij geografie en politieke wetenschappen aan de Universiteit van Haifa, werkte van 1962 tot 1995 bij de binnenlandse veiligheidsdienst Sjien Beet, waarna hij adviseur werd van minister van Binnenlandse Veiligheid Moshe Shahal (Arbeidspartij).
Dankzij de verkiezingen van de 14e Knesset betrad Ezra in 1996 voor Likoed het parlement. Tot aan zijn overlijden op 74-jarige leeftijd in 2012 aan longkanker zou hij in de Knesset zitting hebben. Wel verruilde hij tussentijds - eind 2005 - Likoed voor het destijds opgerichte Kadima.
Ezra was ook als bewindspersoon actief. In het van 2001 tot 2003 durende kabinet-Sharon I was hij viceminister voor binnenlandse veiligheid, waarna hij in het daaropvolgende kabinet-Sharon II een aantal ministersposten vervulde, eerst van 2003 tot 2004 dat van minister verbonden aan de premier, waarna hij kort na elkaar in 2004 zowel minister van Toerisme als minister van Binnenlandse Veiligheid werd. Het eerste was van korte duur (tot begin 2005), het tweede duurde tot het einde van de rit van het kabinet in 2006. Begin 2006 werd hij ook nog minister van Milieu, hetwelk hij van 2006 tot 2009 eveneens in het kabinet-Olmert zou zijn.
Vermeldenswaard is dat hij tijdens een demonstratie eind 2005 in Sderot tegen de op handen zijnde ontruiming van de Gazastrook hij vanwege zijn steun voor die ontruiming een lijfelijke aanval te verduren kreeg. Verder was hij begin 2006 als minister van Binnenlandse Veiligheid verantwoordelijk voor de ontruiming van de Israëlische nederzetting Amona op de Westelijke Jordaanoever en in 2007 verzette hij zich als minister van Milieu tegen de bouw van een zonne-energiecentrale bij Dimona om te voorkomen dat een nabijgelegen natuurreservaat hier schade van zou ondervinden.